# Sammy McManus
Sammy McManus (né le 22 octobre 1911 à Belfast en Irlande - mort le 1er juillet 1976) est un joueur professionnel irlandais de hockey sur glace. Il évoluait au poste d'ailier,.

## Carrière de joueur
En 1934, il a commencé sa carrière professionnelle avec les Maroons de Montréal dans la Ligue nationale de hockey. Il a remporté la Coupe Stanley en 1934-1935. Il a également joué une partie avec les Bruins de Boston.

## Parenté dans le sport
Il est le grand-père de Scott Pellerin ancien joueur de hockey sur glace.

## Statistiques
| Saison     | Équipe                   | Ligue      |    | Saison régulière | Saison régulière | Saison régulière | Saison régulière | Saison régulière |    | Séries éliminatoires | Séries éliminatoires | Séries éliminatoires | Séries éliminatoires | Séries éliminatoires |
| Saison     | Équipe                   | Ligue      | PJ | B                | A                | Pts              | Pun              | PJ               | B  | A                    | Pts                  | Pun                  |                      |                      |
| 1934-1935  | Eagles de New Haven      | Can-Am     |    | 5                | 1                | 6                | 7                |                  |    |                      |                      |                      |                      |                      |
| 1934-1935  | Maroons de Montréal      | LNH        | 25 | 0                | 1                | 1                | 8                | 1                | 0  | 0                    | 0                    | 0                    |                      |                      |
| 1935-1936  | Ramblers de Philadelphie | Can-Am     |    | 19               | 21               | 40               | 22               |                  |    |                      |                      |                      |                      |                      |
| 1936-1937  | Reds de Providence       | IAHL       | 31 | 12               | 9                | 21               | 6                |                  |    |                      |                      |                      |                      |                      |
| 1936-1937  | Bruins de Boston         | LNH        | 1  | 0                | 0                | 0                | 0                | --               | -- | --                   | --                   | --                   |                      |                      |
| 1937-1938  | Reds de Providence       | IAHL       | 45 | 8                | 19               | 27               | 18               |                  |    |                      |                      |                      |                      |                      |
| 1938-1939  | Bears de Hershey         | IAHL       | 36 | 12               | 19               | 31               | 10               |                  |    |                      |                      |                      |                      |                      |
| 1939-1940  | Hornets de Pittsburgh    | IAHL       | 46 | 4                | 20               | 24               | 10               |                  |    |                      |                      |                      |                      |                      |
| 1939-1940  | Eagles de New Haven      | IAHL       | 6  | 1                | 1                | 2                | 2                |                  |    |                      |                      |                      |                      |                      |
| 1940-1941  | Americans de Kansas City | AHA        | 44 | 15               | 23               | 38               | 19               |                  |    |                      |                      |                      |                      |                      |
| 1941-1942  | Flyers de Saint-Louis    | AHA        | 50 | 18               | 39               | 57               | 12               |                  |    |                      |                      |                      |                      |                      |
| 1942-1943  | Eagles de New Haven      | LAH        | 28 | 13               | 13               | 26               | 4                |                  |    |                      |                      |                      |                      |                      |
| 1942-1943  | Lions de Washington      | LAH        | 23 | 6                | 22               | 28               | 2                |                  |    |                      |                      |                      |                      |                      |
| 1946-1947  | Hawks de Moncton         | MSHL       | 32 | 37               | 34               | 71               | 0                |                  |    |                      |                      |                      |                      |                      |
| Totaux LNH | Totaux LNH               | Totaux LNH | 26 | 0                | 1                | 1                | 8                | 1                | 0  | 0                    | 0                    | 0                    |                      |                      |